# Дакма
Дакмите (на персийски: دخمه), наричани кули на мълчанието, са костници, използвани в традиционните зороастрийски погребения.
Костницата представлява стъпаловидна кула под формата на купа с кладенец по средата. В 3 концентрични кръга са разполагани вдлъбнатини за телата на умрелите. Най-горният е за мъжете, средният – за жените, а вътрешният – за децата.
Жреците донасяли и поставяли във вдлъбнатините голи телата на починалите, които били изяждани от хищните птици – предимно лешояди. След това оглозганите кости били хвърляни от жреците на дъното на кладенеца.
Според зороастризма това место било проклето и принадлежало на девите, които се събирали там и устройвали своите игри и пиршества. Вярващите трябвало всячески да избягват това място. Мъртвите принадлежали на свещеното Слънце, което било носител на живота и се отъждествявало с дървото на живота.
Зороастризмът пръв дава морално измерение на живота след смъртта, а най-важното в тази религия е постигането на етично и морално съвършенство. Всеки труп и всичко, свързано със смъртта, се считали за свързани с нечистите сили. По тази причина труповете не трябвало да имат допир с чистите земя, вода и особено със свещения огън. Именно заради това е традиран този специфичен маздеистки ритуал, който повелявал мъртвите да се оставят на хищните птици в специално построени за целта кръгли кули, наричани дакми или кули на мълчанието.